# Austrostelis catamarcensis
Austrostelis catamarcensis är en biart som först beskrevs av Carlos Schrottky 1909.  Austrostelis catamarcensis ingår i släktet Austrostelis och familjen buksamlarbin. Inga underarter finns listade i Catalogue of Life.